# Abronia ornelasi
Abronia ornelasi (абронія Орнельяса) — вид веретільницеподібних ящірок родини веретільницевих (Anguidae). Ендемік Мексики.

## Поширення і екологія
Абронії Орнельяса відомі з типової місцевості, розташованої на горі Серро-Баул в штаті Оахака. Вони живуть в гірських хмарних лісах, на висоті від 1500 до 1600 м над рівнем моря. Ведуть деревний спосіб життя.